# 叶浅予
叶浅予（1907年3月31日—1995年5月8日），原名叶纶绮，笔名初萌、性天等，浙江桐廬人，中国大陸漫画家、中國畫畫家。

## 生平
叶浅予于1907年3月31日生于浙江省桐庐县，他的父亲爱好书法，母亲善于刺绣，姑父是浙江桐庐县的知名书法家，大表姐尤其善于民间剪纸艺术，叶浅予小时候深受他们影响，自小喜爱书画、民间美术和戏剧艺术。1922年，叶浅予进入杭州盐务中学就读，1925年因家贫辍学。翌年被上海三友实业社录取为绘图员，后改为中原书局画教科书插图。自1927年起，叶浅予开始进行漫画创作。1928年3月，由张光宇任总编、张正宇和叶浅予任副总编的《上海漫画》周刊创刊，叶浅予的长篇漫画《王先生》开始连载，大受欢迎，后又转到《时代画报》连载，还被改编为电影。1936年，他为南京《朝报》作长篇连环漫画《小陈留京外史》，为《王先生》的续篇。两部漫画皆为喜剧，造型描绘上受西方漫画影响，简练明快，自成一格。
1937年，抗战爆发，叶浅予担任上海《救亡漫画》编委，在南京举办街头抗日画展，并赴武汉、长沙、衡阳和桂林等地，从事抗日宣传。1938年，叶浅予等五人被國民政府軍事委員會政治部紧急召集要求整理日军侵华的战争罪行的照片。8月份受国民政府军委会组织部第三厅委托，叶浅予把这些照片带往香港交由商務印書館印刷成画册《日寇暴行實錄》，之后叶浅予随身携带第一批画册样书前往湖北武汉，然而武汉遭到日军包围，故又撤到湖南长沙。1939年，葉淺予和張光宇、張正宇、丁聰、胡考等漫畫家南來香港，並在其號召及籌組下，全國漫畫家作家協會成立香港分會，並於同年5月7日第一次主辦為期4天的「現代中國漫畫展」，包括葉淺予在內共三十多位畫家參展，當日於皇后大道中的中央戲院地庫開幕，為香港史上首次漫畫展。他亦同時在香港擔任《今日中國》畫報主編，後因工作原因攜妻北返重慶。
1940年在重庆作《战时重庆》速写百余幅，描绘了抗日大后方的社会百态。之后，叶浅予又创作了《明日中国》组画，表达对胜利的希望。1942年，叶浅予贵州苗区旅行写生，尝试将民间艺术和传统的中国画笔墨相结合，以创造新的风格。1943年，叶浅予应驻华美军史迪威将军司令部邀请，访问了设在印度兰枷的中印训练营营地，参观了泰戈尔创办的国际大学，画了大量印度舞蹈和风物速写，并与归来后举行旅印画展。这是他由漫画向中国画创作的转折。抗战结束后，叶浅予又到西康藏族地区旅行写生，这时期的创作有《打箭炉日记》。1946年，出访美洲，先后在纽约、波士顿等地举办画展；翌年，应徐悲鸿之聘，来到国立北平艺术专科学校，先任国立艺专速写课教师、图案系系主任。后又任中央美术学院绘画系教授。1954年，中央美术学院成立中国画系，叶浅予任系主任。1957年，中国画院成立，叶浅予任副院长。
1961年，叶浅予进入画舞创作第一个高峰期。自1961年至1964年，创作了大量画舞作品，其中重要作品有《印度鼓手》、《印度献花舞》、《夏河装》、《婆罗多舞》、《凉山舞步》、《共饮一江水》。然而不久后文化大革命开始，叶浅予惨遭批斗，被关进秦城监狱，封闭达十年之久。1978年，文革结束，叶浅予得以恢复名誉，重新开始创作。叶浅予的绘画技法和风格，对杨之光、陈玉先、阿老等一大批国画家的艺术之路影响颇深。
1987年，叶浅予在八十寿辰宣布暂时封笔，撰写回忆录《细叙沧桑纪流年》。1990年始，叶浅予前后三次组织“叶浅予师生艺术行路团”活动，带领学生深入生活，观察社会，在实践中学习绘画艺术。
1995年5月8日下午，因心脏病发作在北京逝世，终年88岁。

## 作品风格
叶浅予的创作生涯由漫画开始，成就表现在漫画艺术、速写和以舞蹈、人物为主的中国画上。他作画择善择要，笔墨伸展自如，线条畅如流水，设色凝重洗练，画风洒脱，善于捕捉富有运动趋向的瞬间舞蹈动作和美的情态。强调形神统一，注重古典与现代美的结合。